# Parc scientifique de Viikki

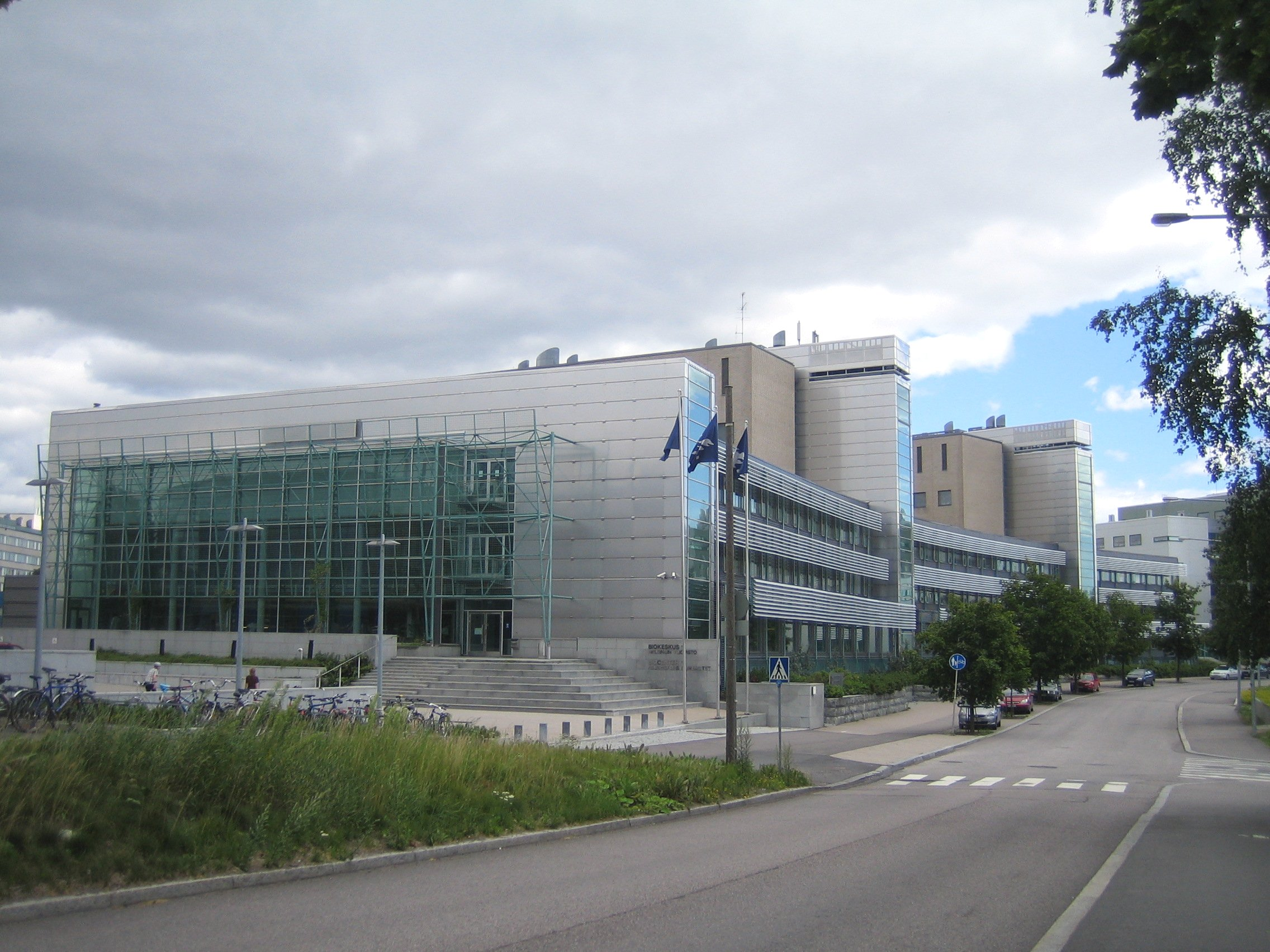
Le centre Biokeskus conçu par Juhani Katainen.

Le Parc scientifique de Viikki (finnois : Viikin tiedepuisto, suédois : Viks forskarpark) est une section du quartier de Viikki à Helsinki en Finlande et du district de Latokartano à Helsinki.

## Description
Le Parc scientifique de Viikki a une superficie de 0,86 km2, sa population s'élève à 762 habitants(1.1.2010) et elle offre 3 032 emplois (31.12.2008).